# Meadowcroft
Koordinaten: 40° 17′ 11,5″ N, 80° 29′ 28,7″ W

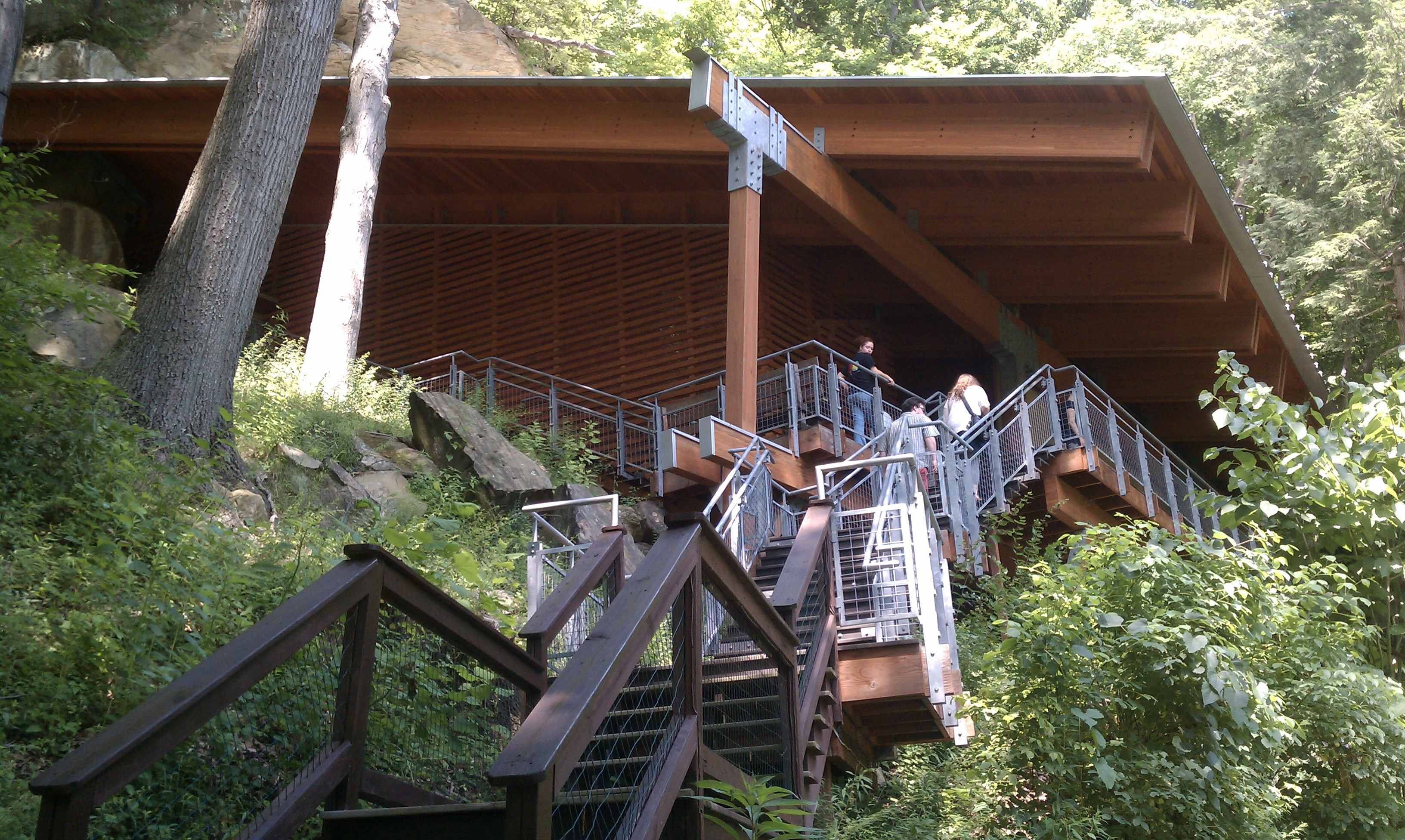
Die moderne Umbauung der Felsnische

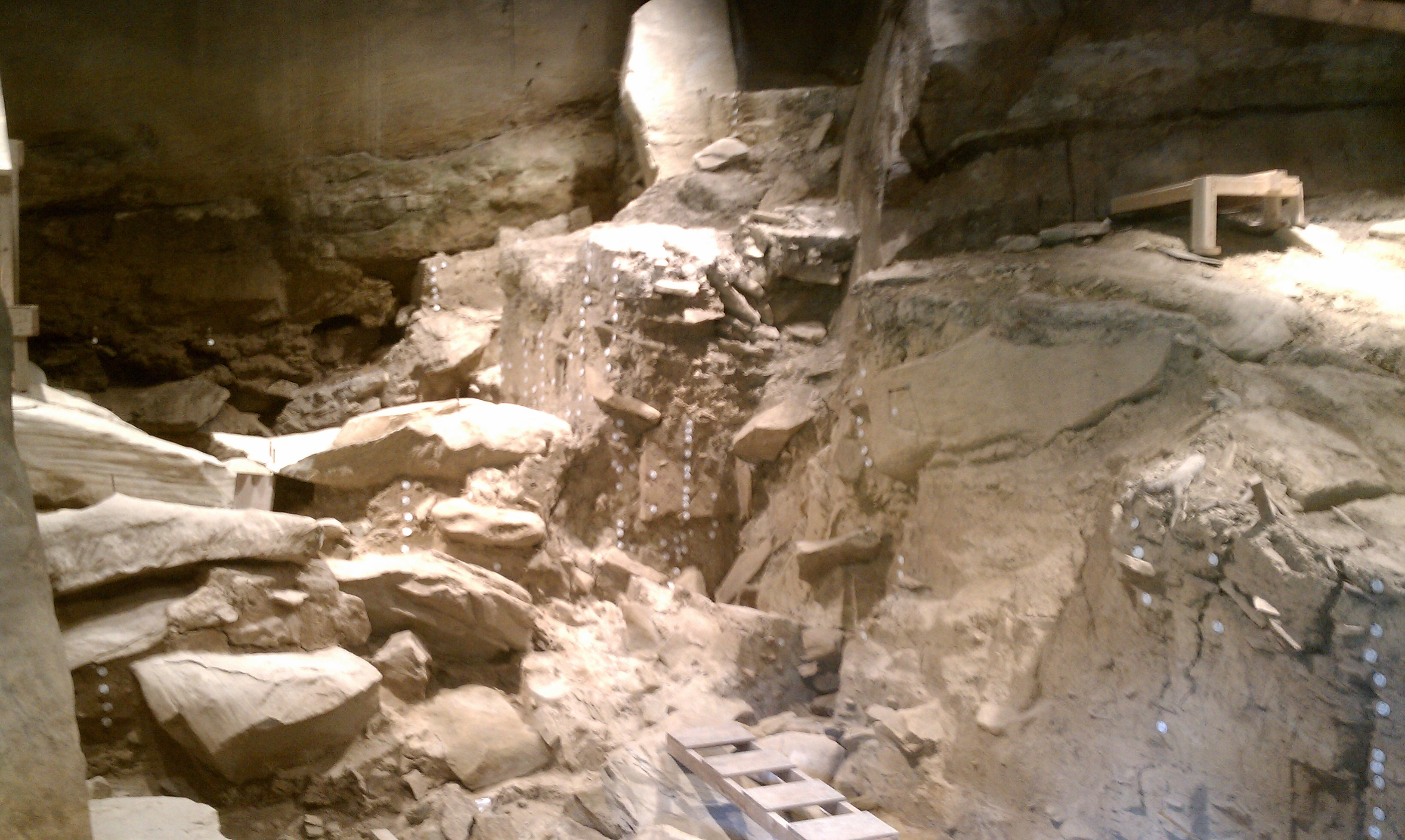
Blick in die Ausgrabung mit Markierungen der einzelnen Schichten

Die Felsnische von Meadowcroft (engl. Meadowcroft rock shelter) ist ein archäologischer Fundort in der Nähe von Avella im Südwesten des US-amerikanischen Bundesstaates Pennsylvania. In der Nische wurden bei Ausgrabungen durch James Adovasio zwischen 1973 und 1977 Spuren gefunden, die zu den ältesten Funden menschlicher Besiedlung des amerikanischen Kontinents gehören. Die Nische wurde sicher zwischen 10.000 v. Chr. und etwa dem Jahr 1300 von Menschen genutzt. 14C-Daten aus den Paisley-Höhlen in Oregon und OSL-Daten vom Buttermilk Creek Complex in Texas verweisen aber auf eine wesentlich frühere Nutzung und könnten damit ein Beweis sein, dass die Besiedlung Amerikas durch Paläo-Indianer schon vor der etwa 11.000 Jahre alten Clovis-Kultur anfing.
Meadowcroft ist seit November 1978 als Stätte im National Register of Historic Places eingetragen. Seit April 2005 hat der Fundort den Status eines National Historic Landmarks. Er ist in das Museum of Rural Life integriert und kann besichtigt werden.

## Datierung
Das Abri weist elf Straten auf, die mit 70 verschiedenen Messungen datiert wurden. Stratum IIa enthält die ältesten menschlichen Spuren und kann in drei Substraten unterschieden werden. Das jüngste davon wurde zwischen 10.950 und 7950 (BP) datiert, das mittlere auf 12.950 und 10.950 BP, während das älteste Substratum sieben Messwerte erlaubte, die zwischen 19.600 und 13.230 Jahre v. Chr. liegen. Kritik an den 1982/84 veröffentlichten Daten vermutete eine Kontamination der tieferen Schichten durch von saurem Regenwasser nach unten gespülten Kohlenstoff. Sedimentologische Untersuchungen durch Paul Goldberg und Trina Arpin Ende der 1990er Jahre konnten keine Verunreinigung der Messergebnisse feststellen und bestätigen somit die Integrität der Radiokohlenstoffchronologie. Demnach beträgt das Mindestalter der von Menschen beeinflussten Schichten 12.000–10.600 Jahre, das durchschnittliche kalibrierte Alter der sechs untersten Funde liegt zwischen 14.555 und 13.955 Jahren. Adovasio nimmt daher keine revolutionäre Umbewertung der Besiedlung Amerikas an, verschiebt aber deren Beginn um 2000 bis 3000 Jahre vor Clovis.

## Nutzung
Die Funde zeigen eine immer wieder für lange Zeiten unterbrochene, aber für den langen Zeitraum bemerkenswert konsistente Nutzung. Die Jäger und Sammler hielten sich jeweils nur temporär in der Region auf und gingen von der Nische aus auf die Jagd, zum Sammeln von wild wachsenden Pflanzen und Süßwassermuscheln und bereiteten ihre Nahrung vor Ort zu. Die Funde sind vorwiegend Steingeräte, darunter Projektilspitzen und verschiedenste Abschläge, Klingen und Schaber. Außerdem wurden Knochen von gejagten Tieren und überraschend viele, gut erhaltene Pflanzenreste aus den meisten Epochen der Nutzung nachgewiesen. Außerdem fanden sich Aschen und Holzkohle von Kochfeuern. Daneben stehen einzelne Funde von Werkzeugen aus Knochen und Spuren von Flechtwerk, vermutlich Körben. Es fehlen jedoch Splitter aus der Steinbearbeitung, Spuren der Herstellung von Keramik oder anderen Artefakten, so dass nicht von einer Besiedlung der Nische gesprochen werden kann, es sich vielmehr nur um einen temporären Jagd- und Sammelstützpunkt einer hoch mobilen Bevölkerung handelte.
Die höchste Nutzungsintensität lag in der Übergangszeit von der Archaischen zur Woodland-Periode, vorher und nachher waren die Funde sowohl in der Anzahl als auch der Vielfalt deutlich ärmer. Untypisch für die Region des westlichen Pennsylvanias ist die Fundarmut in den letzten Jahrhunderten, nach einem nicht näher bestimmbaren Zeitpunkt zwischen den Jahren 285 und 650. Sie wird auf einen Zusammenbruch des Höhlendaches in etwa dieser Zeit zurückgeführt, durch den der nutzbare Teil der Halbhöhle deutlich reduziert wurde. Sie war danach wohl nicht mehr für größere Gruppen von Menschen geeignet und wurde nur noch sporadisch aufgesucht.